# Manafu Wakabayashi
Manafu Wakabayashi (japanisch 若林 学歩 Wakabayashi Manafu; * 10. März 2004 in der Präfektur Tokio) ist ein japanischer Fußballspieler.

## Karriere
Manafu Wakabayashi erlernte das Fußballspielen in der Schulmannschaft der Sayamagaoka High School. Seinen ersten Profivertrag unterschrieb er am 1. Februar 2022 bei Ōmiya Ardija. Der Verein aus Saitama, einer Stadt in der gleichnamigen Präfektur Saitama, spielte in der zweiten japanischen Liga. Sein Zweitligadebüt gab Manafu Wakabayashi am 20. August 2022 (32. Spieltag) im Heimspiel gegen den FC Machida Zelvia. Bei der 0:2-Heimniederlage stand er in der Startelf und spielte die kompletten 90 Minuten. Am Ende der Saison 2023 musste er mit dem Verein als Tabellenvorletzter in die dritte Liga absteigen. Am Ende der Saison 2024 feierte er mit dem Verein die Drittligameisterschaft und den Aufstieg in die zweite Liga. Im Februar 2025 wechselte er auf Leihbasis zum Viertligisten Iwate Grulla Morioka.

## Erfolge
Ōmiya Ardija
- Japanischer Drittligameister: 2024